# Péter Eckstein-Kovács
Péter Eckstein-Kovács (Cluj-Napoca, 5 luglio 1956) è un politico rumeno di etnia ungherese, avvocato di professione, ex membro dell'Unione Democratica Magiara di Romania e vicepresidente della piattaforma liberale di questa formazione. Tra il 2004 e il 2008 è stato presidente della Commissione giuridica del Senato rumeno, posizione dalla quale si è dimesso il 4 marzo 2008 in segno di protesta contro il varo dell'ordinanza sul funzionamento dell'Agenzia nazionale per l'integrità. Il 23 giugno 2018, ha lasciato l'UDMR, in contrarietà alla scelta dell'UDMR di supportare il PSD nei progetti di modifica del codice di procedura penale..

## Formazione
Si è laureato nel 1980 presso la facoltà di giurisprudenza dell'Università Babeș-Bolyai. Dal 1981 al 1987 ha lavorato come avvocato a Csíkszereda, per poi trasferirisi a Cluj, dove ha continuato ad esercitare la professione.

## Carriera politica
Tra il 1990 e il 1992 è stato deputato dell'UDMR per Cluj. Nel periodo 1992-1996 è stato consigliere comunale a Cluj, durante il primo mandato come sindaco di Gheorghe Funar.
Tra il 1996 e il 2008 Péter Eckstein-Kovács è stato senatore dell'UDMR per Cluj. Nella legislatura 2004-2008 ha preso parola per 599 volte nel corso di 207 sessioni parlamentari. Nella legislatura 2004-2008 è stato protagonista dell'avvio di 12 proposte di legge, di cui 4 promulgate. Tra il 1º febbraio 1999 e il dicembre 2000 è stato anche membro del governo rumeno, con il portafogli di ministro delegato per le minoranze etniche nei governi Vasile e Isărescu.
Alle elezioni del 2008 Peter Eckstein-Kovács si è candidato per un altro mandato come senatore. Nonostante il sostegno trasversale ricevuto anche da elettori di etnia non ungherese (tra i suoi sostenitori vi sono stati lo storico Marius Oprea e lo scrittore Radu Filipescu), Péter Eckstein-Kovács non ha ottenuto un nuovo mandato. Le elezioni del 2008 sono state, in tal modo, le prime dal 1989 nelle quali la comunità ungherese non ha conseguito alcun senatore per la circoscrizione di Cluj.
Ha sostenuto la concessione dei diritti civili alle coppie dello stesso sesso per permettere loro di ereditare beni comuni e ottenere prestiti bancari. 
Il 6 gennaio 2009 Traian Băsescu, presidente della Romania, ha creato la funzione di consigliere presidenziale per le minoranze nazionali, assegnandola a Péter Eckstein-Kovács. Il 1º settembre 2011 si è dimesso dall'incarico a causa di divergenze di opinione sorte tra lui e Băsescu riguardanti il progetto di estrazione mineraria nell'area di Roșia Montană.
Al Congresso dell'UDMR, svoltosi il 26-27 febbraio 2011 a Oradea, si è candidato alla presidenza del partito, ottenendo 118 voti, pari al 21% del totale, contro Hunor Kelemen, allora ministro della cultura, che con 371 voti venne eletto già al primo turno di votazione.
Il 23 giugno 2018 a Cluj-Napoca, durante le proteste in Piazza Unirii, ha annunciato che avrebbe lasciato l'UDMR, rivendicando un senso di "disagio" nel vedere il partito appoggiare il PSD nel suo progetto di modifica del codice penale.